# Angeleyes
«Angeleyes» — песня, записанная и выпущенная в 1979 году шведской группой ABBA. Авторы стихов и музыки — Бенни Андерссон и Бьорн Ульвеус, вокал — Агнета Фельтског и Анни-Фрид Лингстад.
В Великобритании «Angeleyes» была выпущена вместе с «Voulez-Vous», в виде сингла с удвоенной стороной «А». Это особый формат, где обе стороны пластинки считаются равноценно важными, за которыми видят одинаковый потенциал для попадания в хит-парад, в отличие от привычного стандарта, где на стороне «А» расположена песня, с которой связаны все перспективы, а на обороте может быть любой довесок, вплоть до записи интервью. Epic, британский лейбл ABBA, посчитал, что такой релиз будет пользоваться бо́льшей популярностью у слушателей.
Песня «Angeleyes» включена в официальные компиляции ABBA More ABBA Gold: More ABBA Hits (1993) и The Definitive Collection (2001), равно как и в Thank You for the Music.
По совпадению, «Angeleyes» ABBA вошла в двадцатку лучших в Великобритании одновременно с другой песней под названием «Angel Eyes» британской рок-группы Roxy Music, написанной музыкантами Брайаном Ферри и Энди Маккеем.

## Список композиций
| №  | Название      | Автор(ы)                       | Длительность |
| -- | ------------- | ------------------------------ | ------------ |
| 1. | «Voulez-Vous» | Бенни Андерссон, Бьорн Ульвеус | 5:11         |

| №  | Название    | Автор(ы)                       | Длительность |
| -- | ----------- | ------------------------------ | ------------ |
| 1. | «Angeleyes» | Бенни Андерссон, Бьорн Ульвеус | 4:20         |

## Кавер-версии
- Немецкая евродэнс-группа E-Rotic записала свою версию песни для трибьют-альбома 1997 года Thank You for the Music.

## Позиции в хит-парадах
| Чарт (1979)                        | Высшая позиция | Пребывание в чарте |
| ---------------------------------- | -------------- | ------------------ |
| Великобритания (UK Singles)        | 3              | 11 недель          |
| США (Billboard Hot 100)            | 64             | 5 недель           |
| США (Billboard Adult Contemporary) | 37             | 6 недель           |
| США (Cashbox Top 100 Singles)      | 76             | 6 недель           |
| Чарт (2018)                        | Высшая позиция | Пребывание в чарте |
| Шотландия (OCC Scotland)           | 91             | 1 неделя           |